# Градац (лознички)
Градац је стара утврда смештена поред села Драгинца, 15km југоисточно од Лознице. Данас постоје остаци утврђења.